# Grete Faremo
Grete Faremo, född 16 juni 1955 i Arendal i Aust-Agder, är en norsk politiker (Arbeiderpartiet) och näringslivsledare, som har haft ett flertal ministerposter i Norges regering. Hon är dotter till Osmund Faremo.

## Biografi
Faremo har en cand.jur. Hon blev 1990 direktör för Norsk Arbeiderpresse. 1997–1998 var hon direktör för Storebrand ASA, och 1998–2003 var hon koncerndirektör. 2004–2008 var hon direktör för Microsoft i Norge. Från 2009 är hon partner i Rådgiverne LOS. Hon har även haft ett flertal styrelseuppdrag, bland annat styrelseordförande i Norsk Folkehjelp från 2003 och vice styrelseordförande i Norsk Hydro från 2006.
Faremo var medlem av Oslo bystyre 1987–1991. Hon var Stortingsrepresentant för Oslo 1993–1997. I regeringen Brundtland III var Faremo var biståndsminister 1990–1992, justitieminister 1992–1996 och olje- och energiminister en kort period 1996. I regeringen Stoltenberg II var hon försvarsminister 2009–2011, med ansvar för omställningen av försvaret och för det norska engagemanget i Libyen. Från november 2011 till oktober 2013 var hon åter justitieminister.
2018 Grete Faremo är Executive Director på UNOPS.